# Wellington Shire
Wellington Shire is een Local Government Area (LGA) in Australië in de staat Victoria. Wellington Shire telt 42.147 inwoners. De hoofdplaats is Sale.
Het LGA werd in 1994 gevormd uit de voormalige LGA's Alberton, Avon, Maffra, Sale en delen van Rosedale.